# エストロラボ
株式会社エストロラボは大阪府東大阪市に本社を置く金属加工会社。屋号は「細穴屋」

## 概要
髪の毛ほどの太さの穴を開ける技術で取引先は全国1000社近くに上がる。
社名の「エスト」はイタリア語で「東」を意味し、社長の名前の頭文字と所在地の「東大阪市」からきている。
女性3人で創業し、現在では男性社員も雇用している。